# Pseudomystus inornatus
Pseudomystus inornatus är en fiskart som först beskrevs av Boulenger, 1894.  Pseudomystus inornatus ingår i släktet Pseudomystus och familjen Bagridae. Inga underarter finns listade i Catalogue of Life.